# Magnus Mattsson
Magnus Mattsson, né le 25 février 1999 à Marstal au Danemark, est un footballeur danois qui évolue au poste d'ailier gauche au FC Copenhague.

## Biographie

### Silkeborg IF
Né à Marstal au Danemark, Magnus Mattsson est formé par le Silkeborg IF. Il joue son premier match en professionnel le 25 août 2017, lors d'une rencontre de Superligaen, face à l'Hobro IK. Il entre en jeu à la 57e minute à la place de Mikkel Vendelbo et son équipe s'incline par deux buts à zéro. Il inscrit son premier but en professionnel le 4 avril 2018, lors d'une rencontre de coupe du Danemark face au Randers FC. Son équipe s'impose par trois buts à un après prolongation ce jour-là. Son équipe parvient cette année là à se hisser jusqu'en finale de cette compétition, qui se joue le 10 mai contre le Brøndby IF. Mattsson est titularisé mais son équipe s'incline par trois buts à un.
En 2018, à 19 ans, il est nommé joueur de l'année au Silkeborg IF.
En mars 2019 le jeune talent, touché à l'aine est absent pour cinq mois. Alors qu'il s'apprête à faire son retour en septembre de la même année, l'ailier est victime d'une rupture des ligaments croisés du genou gauche. Il est alors éloigné des terrains pendant encore de longs mois, et au total il manque un an et demi de compétition à cause de ces deux blessures.
Devenu capitaine de Silkeborg, Mattsson réalise une saison 2020-2021 de haute volée, en inscrivant un total de 19 buts en championnat et contribuant grandement à la remontée du club en première division.

### NEC Nimègue
Le 28 juin 2021, Magnus Mattsson rejoint le club néerlandais du NEC Nimègue,. 
Il joue son premier match sous ses nouvelles couleurs le 14 août 2021 lors de la première journée de la saison 2021-2022 d'Eredivisie contre l'Ajax Amsterdam. Il est titularisé puis remplacé par Édgar Barreto lors de ce match perdu sur le score large de cinq buts à zéro.

### FC Copenhague
Le 1er février 2024, Magnus Mattsson rejoint le FC Copenhague. Il signe un contrat courant jusqu'en juin 2028,.
Mattsson joue son premier match pour Copenhague le 13 février 2024, lors des huitièmes de finales de la Ligue des champions face à Manchester City. Il se fait remarquer à cette occasion en marquant son premier but pour le club, d'une frappe lointaine après un mauvais dégagement du portier adverse, Ederson, permettant à son équipe d'égaliser (1-1). Le FC Copenhague s'incline toutefois par trois buts à un ce jour-là,.

### En sélection
Avec les moins de 20 ans, Mattsson fait deux apparitions en 2018.
Magnus Mattsson joue son premier match avec l'équipe du Danemark espoirs le 16 janvier 2019 face au Mexique, en match amical. Il entre en jeu à la place de Jens Stage ce jour-là et le Danemark s'impose sur le score de un but à zéro.

## Vie privée
Magnus Mattsson est le frère de Pelle Mattsson, lui aussi footballeur professionnel. Ils commencent tous deux leur carrière au Silkeborg IF.
En dehors du football, Magnus Mattsson est également producteur de musique, son style musical étant proche du R&B, du Hip-hop et de la Soul. Il joue également du piano.